# 葉賽寧山
葉賽寧山（英語：Mount Yesenin）是南極洲的山峰，位於毛德皇后地的阿斯特里德公主海岸，處於葉利謝耶夫岩西北面3.2公里，海拔高度2,520米，現時由南極條約體系管理。